# Cyrkon (minerał)
Cyrkon – pospolity minerał z gromady krzemianów wyspowych.

Skład chemiczny minerału stanowi głównie krzemian cyrkonu. Nazwa nawiązuje do wyglądu zewnętrznego i pochodzi od perskiego zargun (zar ‘złoto’, gun ‘barwa’) czyli „złocisty”.

## Właściwości
Jest kruchy, przezroczysty.
Tworzy kryształy izometryczne, słupkowe, igiełkowe. Występuje w skupieniach ziarnistych, zbitych, ziemistych lub promienistych, w formie okrągłych ziarn i otoczaków w osadach aluwialnych. Jest izostrukturalny z thorytem, coffinitem, hafnonem, ksenotymem.
W zależności od domieszek posiada różne barwy i odcienie: złocistobrunatny, jasnożółty, słomkowożółty (jargon), jaskrawożółty (melichrysos), różowy, czerwony, czerwonopomarańczowy (hiacynt), zielony (beccaryt), fioletowy, niebieski (starlit), niebieskozielony, brunatny, czarny; bywa też bezbarwny (sparklit). Niekiedy wykazuje efekt kociego oka.
Często zawiera pewne ilości uranu, toru (malakon), hafnu (alvit), niobu, tantalu, itru i innych ziem rzadkich oraz wody (cyrtolit).

## Występowanie
Stanowi rozpowszechniony składnik skał magmowych (granity, gnejsy, syenity) oraz osadowych (piaski cyrkonowe, żwiry). Współwystępuje z biotytem, kwarcem, skaleniami, granatami, monacytem, ksenotymem.
Miejsca występowania:
Sri Lanka, Indie, Kambodża, Australia, Rosja, USA, Kanada, Brazylia, Francja, Norwegia.
W Polsce występuje w okolicach Szklarskiej Poręby, nad rzeką Kwisą i Izerą. Znaczne ilości występują w piaskach plażowych nad Bałtykiem.

## Zastosowanie
- ważne źródło otrzymywania pierwiastka cyrkonu, także toru, hafnu, itru i niobu,
- jest stosowany do produkcji materiałów żaroodpornych i ognioodpornych,
- do produkcji ceramiki i szkliw,
- w stomatologii, jako alternatywa dla stopów metali,
- do produkcji materiałów ściernych i włókien,
- wykorzystywany w przemyśle chemicznym,
- stosuje się go również do produkcji farb i pigmentów,
- w reaktorach nuklearnych,
- służy do oznaczania wieku bezwzględnego skał[3] metodami radiometrycznymi,
- należy do bardzo cenionych kamieni kolekcjonerskich i jubilerskich.

W jubilerstwie prawidłowo oszlifowane cyrkony dzięki bardzo dużej dyspersji są konkurencją dla diamentów. Trudność w uzyskaniu właściwego szlifu sprawia duża kruchość. Tym należy tłumaczyć obserwowane często lekkie zaokrąglenie rondysty kamieni oszlifowanych. Cyrkony o zabarwieniu niebieskim lub złotym uzyskuje się przez obróbkę cieplną ciemnoczerwonych okazów z Tajlandii.

## Galeria

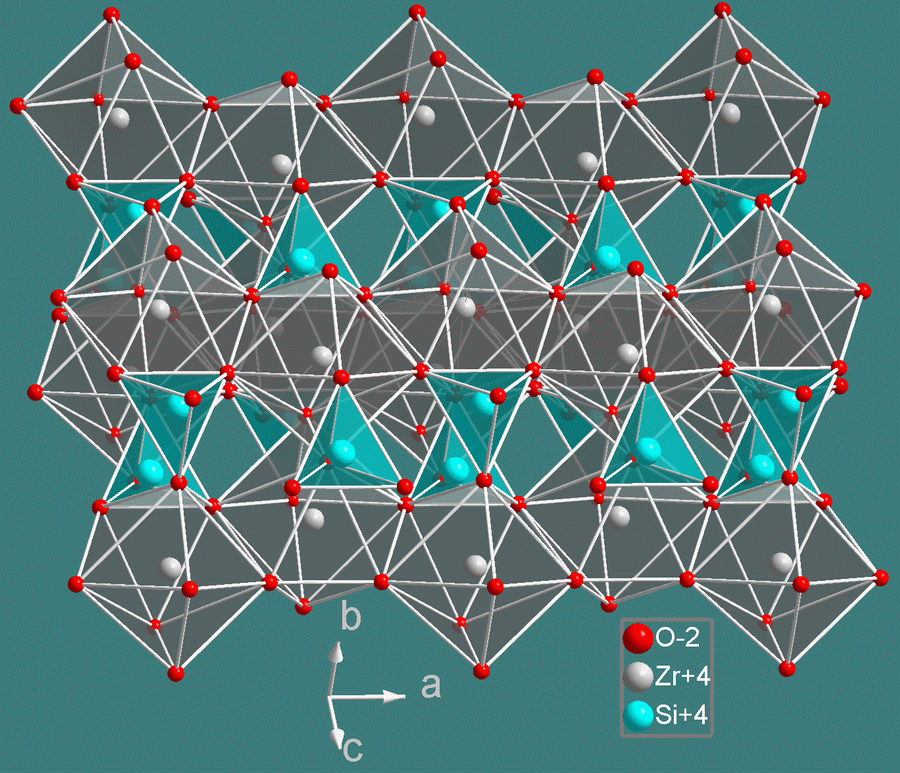
Struktura krystaliczna
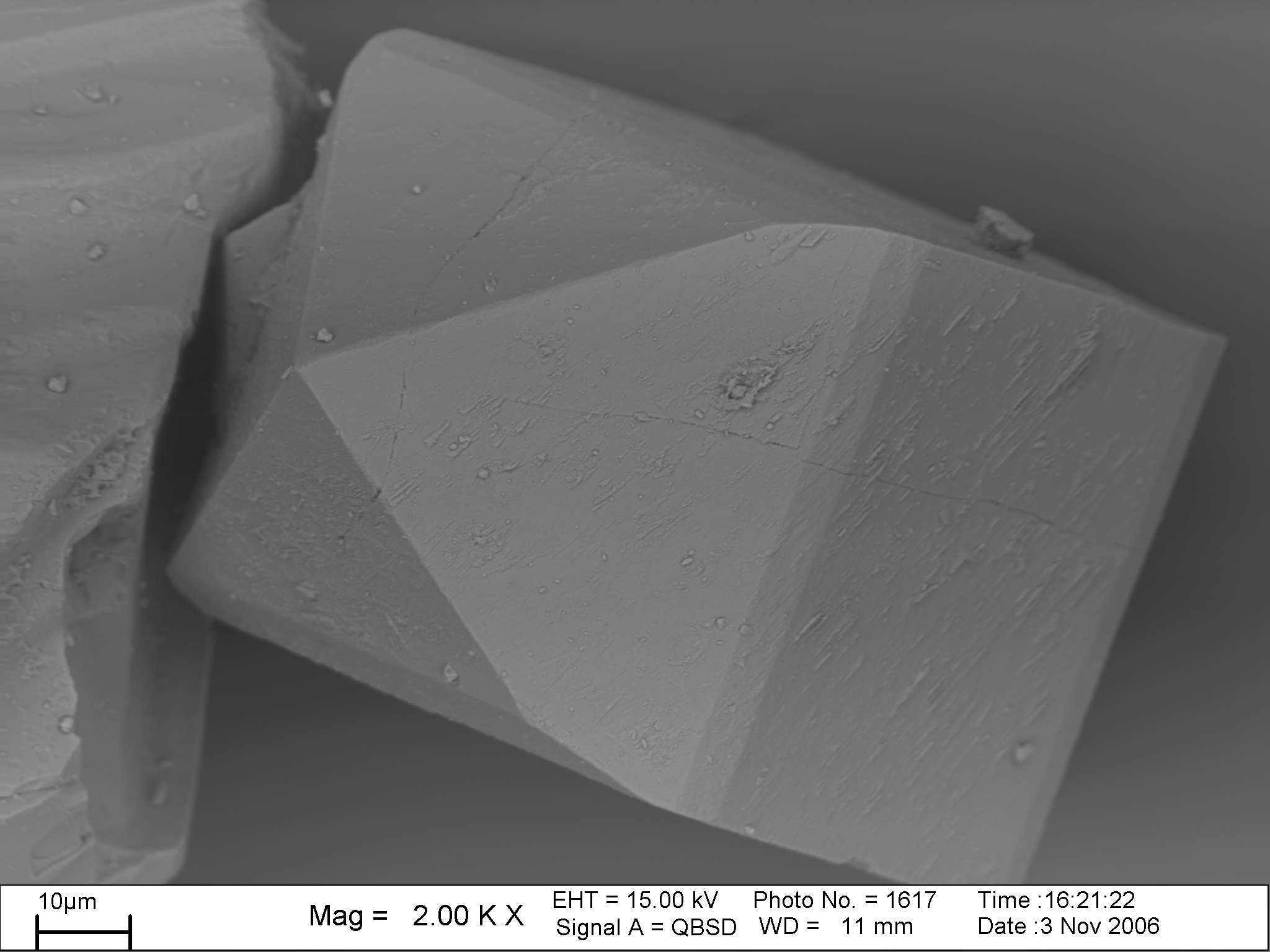
Obraz SEM kryształu cyrkonu
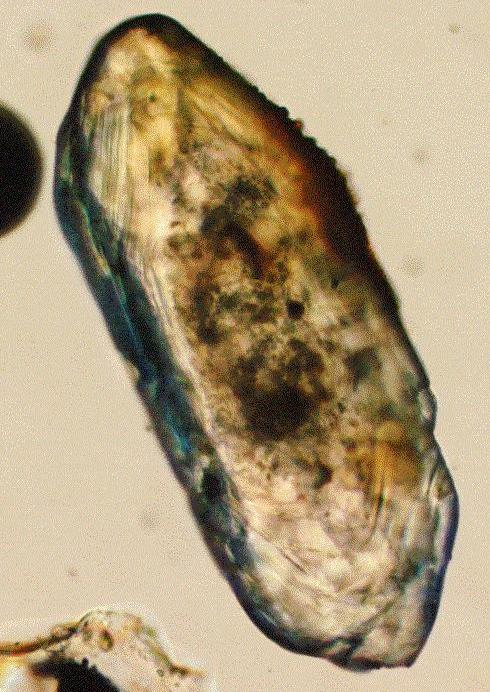
Kryształ cyrkonu pod mikroskopem
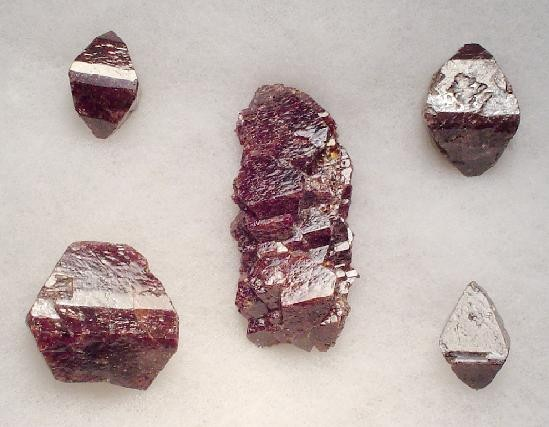
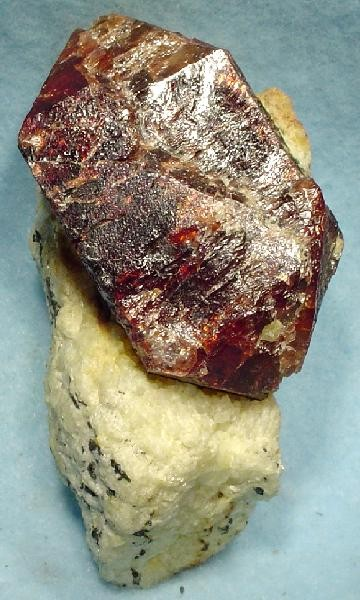
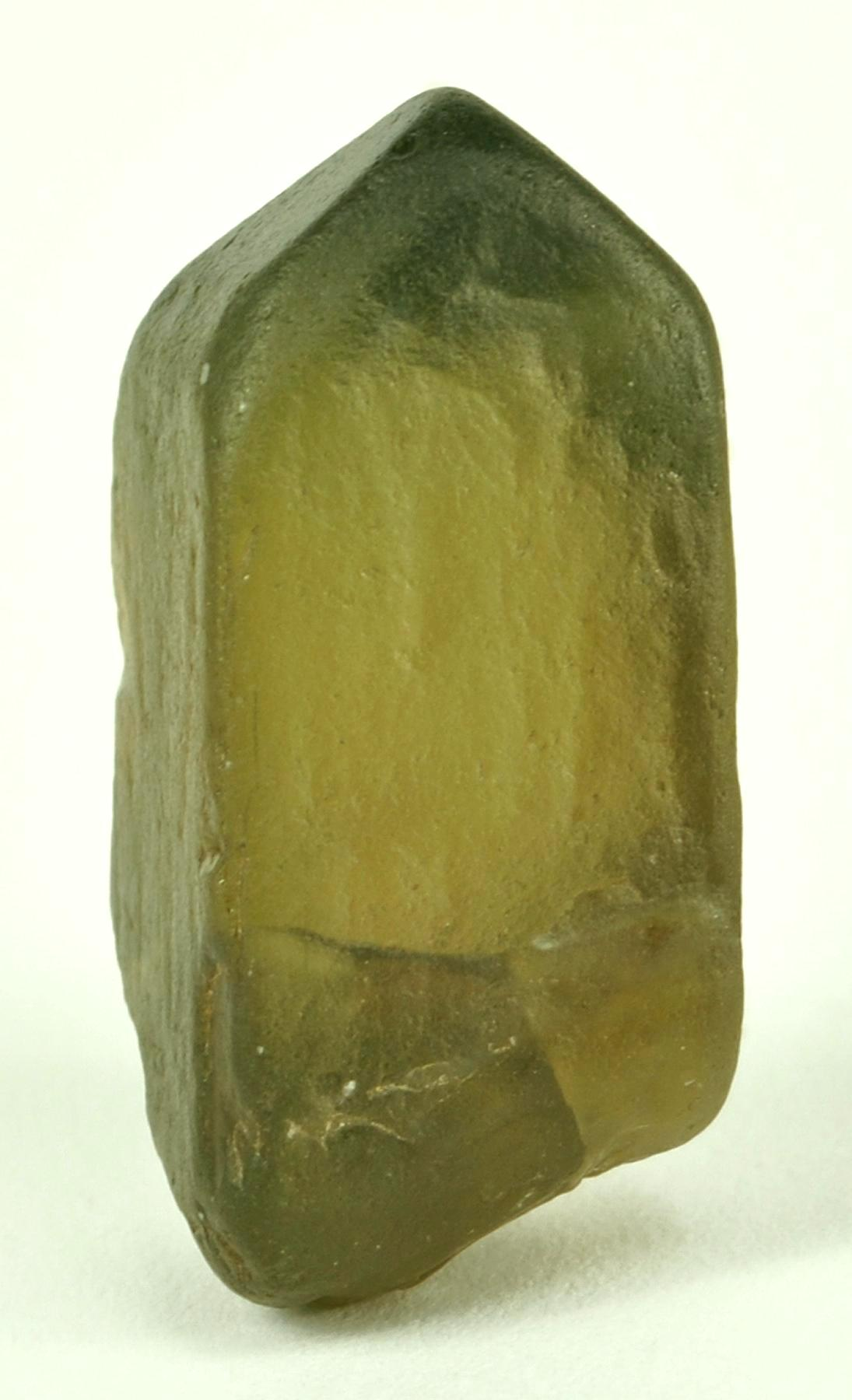
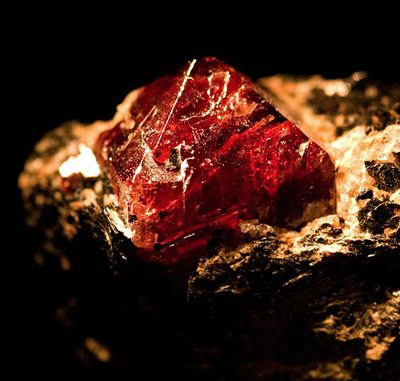